# Pink Shoe Laces
«Pink Shoe Laces» (o «Pink Shoelaces») es una canción compuesta por Mickie Grant que fue grabada por Dodie Stevens, acompañada por Bobby Hammack y su orquesta, y lanzada como sencillo en 1959 en Crystalette Records, un sello discográfico distribuido por Dot Records. Los versos de la canción se dicen más que se cantan. 

## Grabación
Dodie Stevens nació el 17 de febrero de 1946. La canción fue grabada cuando la cantante tenía, según distintas fuentes, 11 o 12 años.

## Contenido
La canción trata sobre un tipo llamado Dooley, de quien la cantante está enamorada, que tiene un estilo de vida extraño y un sentido de la moda fuera de lo común. Viste "zapatos color canela con cordones rosas, un chaleco de lunares" y un "sombrero panamá grande con una cinta púrpura". Toma a la joven "Pesca en alta mar en un submarino ", y "va al autocine en una limusina " y es dueño de un " Whirly Birdy y un yate de 12 pies". Cuando siente que la guerra está en marcha, se alista en las fuerzas armadas, pero es puesto en el calabozo por "provocar tal tormenta" cuando "intentaron ponerle un uniforme", prefiriendo llevar su atuendo poco convencional. Un día, se siente mal y decide escribir su testamento, declarando: "Justo antes de que los ángeles vengan a llevarme, quiero escribir cómo enterrarme", solicitando ser enterrado con su atuendo preferido. La voz que se escuchó hablando en la línea fue uno de los cantantes masculinos de respaldo en la grabación. Su nombre era Randy Van Horne, quien fue el fundador de Randy Van Horne Singers, quien cantó los temas de los Picapiedra, Supersónicos y muchos otros.

## Posición en las listas de éxitos
El sencillo alcanzó el número 3 en el Billboard Hot 100 en abril de 1959, y vendió más de un millón de copias.

## Versiones
The Chordettes cantaron una versión de la canción, hablando y cantando toda la letra, excepto "el testamento de Dooley", que es pronunciada por otra voz masculina. 

### Agujetas de color de rosa
En 1960, el grupo mexicano de rock and roll Los Hooligans grabó una versión en español titulada «Agujetas de color de rosa». Su versión fue muy popular en México, encabezando las listas durante 9 semanas en 1961, y se convirtió en uno de los primeros éxitos del rock and roll en ese país.
En 1994 esta versión fue cantada por Curvas peligrosas para la apertura de la telenovela mexicana Agujetas de color de rosa.